# The Fat Boy Chronicles
The Fat Boy Chronicles è un film del 2010 diretto da Jason Winn e tratto dal romanzo omonimo di Michael Buchanan e Diane Lang, anche sceneggiatori del film, a sua volta ispirato sulla storia vera di un bambino obeso delle elementari di Cincinnati.
Il film venne presentato in anteprima il 21 novembre 2010 al Williamsburg Independent Film Festival.

## Trama
Jimmy Winterpock è uno studente liceale obeso che viene continuamente preso in giro dalla squadra di football della scuola. Spinto dall'amico Paul, Jimmy decide di perdere peso.

## Produzione
Il film, le cui riprese sono state effettuate durante l'estate del 2009, è stato girato con un budget stimato di 500.000 dollari.

## Distribuzione
Uscito nei cinema nel 2010, il film è stato successivamente pubblicato su Netflix.

## Accoglienza
Il film ha ricevuto recensioni contrastanti, con gli utenti di Rotten Tomatoes che hanno assegnato al film una valutazione "Rotten" del 49%.

## Riconoscimenti
- 2010 - Central Florida Film Festival[6]
  - Miglior film

## Citazioni
- In una scena del film Paul dice che la descrizione di Jimmy di Sable fa sembrare la ragazza uguale a Dart Fener.
- In una scena del film il padre di Paul chiese al figlio e a Jimmy se stanno guardando American Idol in TV.